# Pierre Peyron

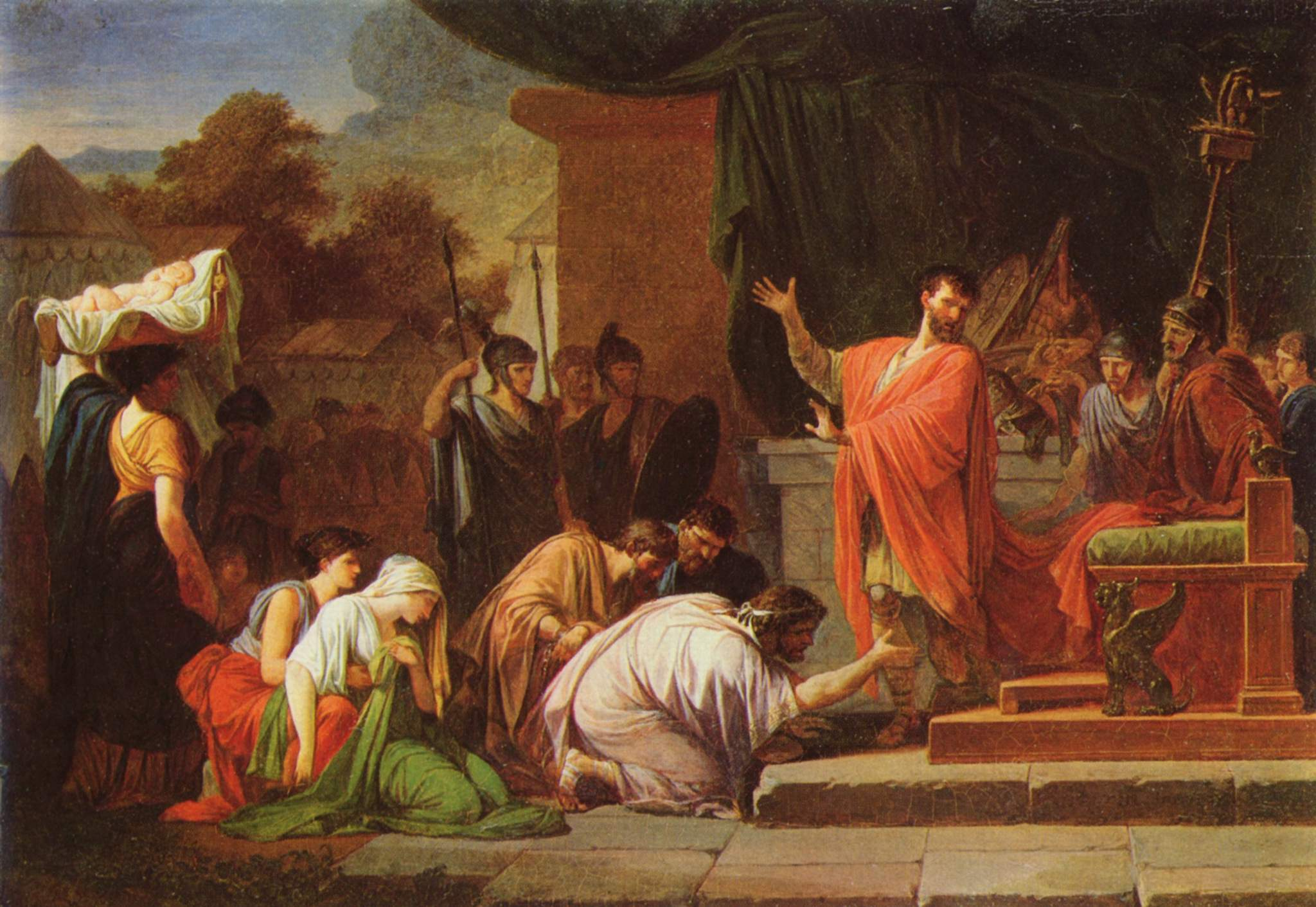
Król Perseusz Antygonida przed Emiliuszem Paulusem, 1802

Jean-François-Pierre Peyron (ur. 1744 w Aix-en-Provence, zm. 1814 w Paryżu) – francuski malarz neoklasycystyczny.
Prekursor neoklasycyzmu, był uznawany za jednego z najlepszych malarzy swojej epoki. Kształcił się u Louisa Lagrenée i Claude`a Arnulphy. W 1773 zdobył prestiżową nagrodę i stypendium Prix de Rome i w latach 1775–1782 studiował w Académie de France w Rzymie. Jego głównym konkurentem był Jacques-Louis David. Peyron malował obrazy o tematyce historycznej i mitologicznej.

## Wybrane prace
- La mort de Sénèque (1773), praca nagrodzona Prix de Rome
- Bélisaire recevant l'hospitalité d'un paysan ayant servi sous ses ordres (1779), Musée des Augustins, Tuluza
- Agar et l'Ange (1779 ou 1780), Musée des Beaux-Arts de Tours
- Les funérailles de Miltiades (1782), Musée du Louvre, Paryż
- La résurrection du Christ (1784), kościół Saint-Louis-en-l'Île, Paryż
- La mort d’Alceste (1785), Musée du Louvre, Paryż
- La mort de Socrate (1787), Statens Museum fur Kunst, Kopenhaga